# Laurent Naouri
 (décembre 2020).
Pour les articles homonymes, voir Naouri.
Laurent Naouri est un baryton-basse français, né le 23 mai 1964 à Paris.

## Biographie

### Famille
Laurent Naouri est le fils du pédiatre Aldo Naouri. Il est le frère de la romancière Agnès Desarthe et de la metteuse en scène Elsa Rooke. Il est marié avec Natalie Dessay, ils ont deux enfants.

### Formation et débuts
Ancien élève de l'École centrale de Lyon, Laurent Naouri décide de se consacrer à l'art lyrique en 1986 et complète sa formation à la Guildhall School of Music and Drama de Londres.
Très rapidement, il est engagé en France ainsi qu'à l'étranger dans un répertoire allant de Monteverdi aux compositeurs contemporains, entre autres dans des rôles tels que Christophe Colomb, Guglielmo, Onéguine, Tarquinus (Le Viol de Lucrèce), Roland de Lully, Bottom (Le Songe d'une nuit d'été) sous la direction de chefs tels que Maurizio Benini, William Christie, René Jacobs, Marc Minkowski, Kent Nagano.
Il fait ses débuts au Metropolitan Opera de New York le 17 février 2012 dans le rôle de Sharpless dans Madame Butterfly de Puccini pour quatre représentations.
Il participe au « concert de Paris » à l'occasion de la fête nationale française du 14 juillet 2014 où il chante avec Natalie Dessay.

### Répertoire
Laurent Naouri fait ses débuts à l'Opéra Garnier dans le rôle de Thésée (Hippolyte et Aricie). Il reprend ensuite Eugène Onéguine à l'Opéra de Nancy, interprète à l'Opéra Bastille les rôles du Comte Des Grieux dans Manon de Massenet et de Figaro dans Les Noces de Figaro, et, à l'Opéra de Lyon et au Grand Théâtre de Genève, le rôle de Jupiter dans Orphée aux Enfers d'Offenbach sous la direction de Marc Minkowski. Il interprète alors pour la première fois le rôle de Don Giovanni à l'Opéra de Metz, rôle repris ensuite à l'Opéra Royal de Wallonie, et participe à plusieurs productions à l'Opéra de Paris : L'Enfant et les Sortilèges de Ravel, Platée, Alcina et Les Indes galantes. Il a joué (et chanté) le rôle du baron de Gondremark dans l'opéra-bouffe La Vie parisienne d'Offenbach en 2007 à l'Opéra national de Lyon. En 2013, il interprète Iago dans Otello de Giuseppe Verdi au Grand Théâtre de Bordeaux.
Il excelle dans les rôles comiques du répertoire français (son rôle de Jupiter dans Orphée aux enfers met bien en avant son sens aigu du comique). Sa voix, déjà belle au départ, s'est étoffée de façon significative et son interprétation, dans une version de concert à Lyon, du baryton dans Roberto Devereux de Donizetti est un témoignage poignant de la rigueur technique de la maîtrise musicale.
Il se produit régulièrement en récital et en concert.

## Enregistrements
- Berlioz
  - Benvenuto Cellini, Balducci, avec Gregory Kunde, Patrizia Ciofi, Joyce Di Donato, Jean-François Lapointe, Renaud Delaigue, Chœur de Radio France, Orchestre National de France, John Nelson, Virgin Classics - 3 CD 5 45706 2
  - L'Enfance du Christ, avec Véronique Gens, Paul Agnew, Olivier Lallouette, Frédéric Caton, Collegium Vocale / La Chapelle Royale, Orchestre des Champs-Élysées, Philippe Herreweghe, Harmonia mundi
  - La Révolution grecque (Grandes œuvres chorales), avec Villazon et Rivencq, Chœur les Éléments, Orchestre National du Capitole de Toulouse, Michel Plasson, EMI
  - Béatrice et Bénédict, avec David Wilson-Johnson, Susan Gritton, Kenneth Tarver, London Symphony Orchestra, Sir Colin Davis, LSO live.
  - Les Troyens / Susan Graham, Didon, Anna Caterina Antonacci, Cassandre, Gregory Kunde, Enée, Ludovic Tezier, Chorèbe, Laurent Naouri, Narbal, Renata Pokupic, Anna, Monteverdi Choir, Chœur du Théâtre du Chatelet, Orchestre Révolutionnaire et Romantique, Dir. John Eliot Gardiner, mise en scène Yannis Kokkos. (3 DVD BBC Opus Arte - Oct 19, 2004)
- Boieldieu
  - La Dame blanche, avec Sylvie Brunet, Mireille Delunsch, Annick Massis, Jean-Paul Fouchécourt, Rockwell Blake, Chœur de Radio France Ensemble Orchestral de Paris, Marc Minkowski, EMI
- Bruneau
  - Requiem Lazare, avec Sylvie Sullé, Jean-Luc Viala, Orchestre National d'Ile-de-France, Jacques Mercier, BMG
- Claude Debussy
  - Pelléas et Mélisande, avec Anne Sofie von Otter, Wolfgang Holzmair, Alain Vernhes, Hannah Schaer, Florence Couderc, Orchestre National de France, Chœur de Radio France, Bernard Haitink, 2000 (enregistrement sur le vif au Théâtre des Champs-Élysées)
- Gaetano Donizetti
  - L'Elisir d'amore, Belcore, avec Heidi Grant Murphy, Paul Groves, Ambrogio Maestri, Aleksandra Zamojska, Orchestre et Chœurs de l'Opéra National de Paris, Edward Gardner, BelAir classiques 2006, DVD
- Fauré
  - Mélodies, avec Claire Brua, (mezzo), et David Abramovitz (Piano), Résonance
- Gluck
  - Iphigénie en Tauride, Thoas, Avec Mireille Delunsch, Simon Keenlyside, Yann Beuron, Alexia Cousin, Les Musiciens du Louvre, Marc Minkowski, Deutsche Grammophon
  - Armide, Hidraot, avec Mireille Delunsch, Charles Workman, Laurent Naouri, Ewa Podles, Françoise Masset, Nicole Heaston, Brett Polegato, Vincent Le Texier, Magdalena Kozená, Valérie Gabail, Les Musiciens du Louvre, Marc Minkowski, Deutsche Grammophon
- Haendel
  - La Resurrezione HWV 47, Linda Maguire, Jennifer Smith, Annick Massis, John Mark Ainsley, Les Musiciens du Louvre, Marc Minkowski, Deutsche Grammophon
  - Aci, Galatea e Polifemo, avec Sara Mingardo (Alto), Sandrine Piau (Soprano), Le Concert D'Astrée, Emmanuelle Haïm, Virgin Classics
  - Alcina, Melisso ; Avec Renée Fleming, Susan Graham, Natalie Dessay, Kathleen Kuhlmann, Timothy Robinson, Juanita Lascarro, Orchestre et chœur des Arts Florissants, William Christie, Erato
- Lidarti
  - Esther, oratorio en langue hébraïque en 3 actes avec Ulrike Helzel (Mezzo Soprano), Anne-Lise Sollied (Soprano), Donald Litaker (Ténor), Orchestre National de Montpellier, Friedmann Layer, Accord
- Lully
  - Acis et Galatée, Polyphème ; avec Véronique Gens, Jean-Paul Fouchécourt, Howard Crook, Françoise Masset, Mireille Delunsch, Thierry Félix, Les Musiciens du Louvre, Marc Minkowski, Deutsche Grammophon.
  - Phaëton, Saturne ; avec Howard Crook, Rachel Yakar, Jennifer Smith, Véronique Gens, Gérard Theruel, Jean-Paul Fouchécourt, Philippe Huttenlocher, Virginie Pochon, Jérôme Varnier, Florence Couderc, Les Musiciens du Louvre, Marc Minkowski, Erato
- Offenbach
  - Récital Von Otter Anne Sofie von Otter chante Offenbach, les Musiciens du Louvre, Direction Marc Minkovski, Deutsche Grammophon
  - Orphée aux enfers avec Jennifer Smith, Natalie Dessay, Jean-Paul Fouchécourt, Yann Beuron, Steven Cole, Veronique Gens, Ewa Podles, Patricia Petibon Chœur et Orchestre de l'Opéra de Lyon, Marc Minkowski EMI
  - La Belle Hélène, Avec Felicity Lott, Yann Beuron, Michel Sénéchal, François Le Roux, Marie-Ange Todorovitch, Eric Huchet, Hjördis Thébault, Stéphanie d'Oustrac, Magali Léger Les Musiciens du Louvre, Minkowski, Virgin Classics.
- Poulenc
  - Poulenc et les poètes : mélodies sur des poèmes d'Apollinaire, Éluard et Garcia Lorca avec David Abramovitz, piano, Harmonic records
- Rameau
  - Hippolyte et Aricie :
    - Thésée ; avec Eirian James, Mark Padmore, Anna Maria Panzarella, Lorraine Hunt, William Christie, Les Arts Florissants, Erato
    - Pluton, Neptune, Jupiter ; avec Véronique Gens, Jean-Paul Fouchécourt, Bernarda Fink, Russell Smythe, Thérèse Feighan, Annick Massis, Florence Katz, Jean-Louis Georgel, Luc Coadou, M. Hall, Monique Simon, Jean-Louis Georgel, K. Okada, S. Van Dyck, Jean-Louis Meunier, Jacques-François Loiseleur des Longchamps, Jérôme Varnier, Les Musiciens du Louvre, Ensemble Vocal Sagittarius, Marc Minkowski, Deutsche Grammophon Archiv 4458532, ℗ 1994.

  - Dardanus :
    - Anténor ; Avec John Mark Ainsley, Véronique Gens, Mireille Delunsch, Jean-Philippe Courtis, Russell Smythe, Magdalena Kozená, Françoise Masset, Jean-Louis Bindi, Jean-François Lombard, Marcos Pujol, Valérie Gabail Marc Minkovski Les Musiciens du Louvre, Chœur des Musiciens du Louvre, Deutsche Grammophon
- Ravel
  - Mélodies pour voix & Piano avec Gerard Theruel (Baryton), Xavier Gagnepain (Violoncelle), Vinçen Prat (Flûte traversière), Claire Brua (Mezzo Soprano), David Abramovitz (Piano), Inva Mula-Tchako (Soprano), Valérie Millot (Soprano), Naxos
- Roussel
  - Les Mélodies Coup de Cœur Laurent Naouri avec Étienne Plasman (Flûte traversière), Billy Eidi (Piano), Yann Beuron (Ténor), Orchestre philharmonique du Luxembourg, Jean-Yves Ossonce (dir.), Timpani
- Stravinsky
  - Le Rossignol Le Chambellan Avec Natalie Dessay, Marie McLaughlin, Violeta Urmana, Vsevolod Grivnov, Albert Schagidullin, Maxime Mikhailov, Olivier Berg, Wassyl Slipak, Grzegorz Staskiewicz, Claire Servian, Olga Oussova, Ian Caley Orchestre et Chœurs de l'Opéra National de Paris James Conlon EMI